# Tokoloshe
Der Tokoloshe, auch Tokolotshe, Tokolosh, Tokoloshi oder Tikoloshe, ist ein zwergenhaftes, böses Fabelwesen in der Mythologie der Zulu.
Das Xhosa Wort uTikoloshe kann in etwa mit ‚kleiner Geist‘ oder ‚kleiner Teufel‘ übersetzt werden. Es leitet sich möglicherweise vom isiXhosa-Begriff uthikoloshe ab.
Der Tokoloshe soll meist nur von Kindern gesehen werden können, gegenüber welchen er auch Güte zeigt und oft auch eine Freundschaft aufbaut.
Oftmals wird Tokoloshe mit einem Geist assoziiert, welcher gerufen wird, um einem Anderen zu schaden, was auch erklärt, weshalb der Tokoloshe großen Schrecken verbreitet. Diesem wird nachgesagt, sich unter dem Bett zu verstecken und im Schlaf anzugreifen. In südlichen Teilen Afrikas erhöhen manche Menschen ihre Betten daher mit Backsteinen, um sich vor dem Tokoloshe zu schützen, da sie davon ausgehen, dass er lediglich 20–30 cm groß ist und daher das erhöhte Bett nicht erreichen kann. Auch das Aussprechen des Namens wird von vielen vermieden, da befürchtet wird, er könnte darauf erscheinen.
Die Angst vor Tokoloshe führt auch zu einer gewissen Angst vor Fröschen und Schlangen, da er sich angeblich in diesen Tieren manifestieren kann.
Viele Mythen ranken sich um den Tokoloshe. Die verschiedenen Völker Südafrikas haben auch oft eine unterschiedliche Beschreibung des Geistes. Sie haben alle gemeinsam, dass der Tokoloshe als ein zwergenartiges, haariges Wesen dargestellt wird, hin und wieder auch als Untoter, wobei die Größe, die meistens unter einem Meter beträgt, damit erklärt wird, dass bei der Wiederbelebung der Leiche der Körper einschrumpft, faltig und schwarz wird und somit das typische Aussehen eine Tokoloshe erhält. Der Autor Eric Rosenthal beschreibt den Tokoloshe in seinem Buch They Walk By Night (1949) als nicht viel größer als einen Pavian, jedoch ohne Schwanz und dabei dicht behaart mit schwarzem Fell auf schwarzer Haut. „Seine Hände und Füße sind die eines gewöhnlichen Sterblichen, aber man hört ihn nie sprechen. Er scheut das Tageslicht … und seine Taten sind grenzenlos grausam und rachsüchtig.“
Der Tokoloshe will dem Menschen schaden, wird jedoch nur gefährlich für ihn, wenn es von einem bösen Zauberer kontrolliert wird. Den Mythen zufolge besitzt der Tokoloshe die Macht, einen Menschen zu töten, angeblich kann er sich auch unsichtbar machen, was jedoch nicht in allen Erzählungen überliefert ist.
Als einzige Möglichkeit, sich vor Tokoloshe zu schützen, gilt es, einen n’anga (Schamanen) zu rufen, welcher die Kraft besitzt, Tokoloshe zu vertreiben. Andere Erzählungen wiederum besagen, dass der Tokoloshe erst von einem n'anga gerufen wird, wenn etwa dieser von einer Person beleidigt worden ist, auf die er den bösen Geist daraufhin ansetzt.